# 夕方LIVE ゲツキン!
『夕方LIVE ゲツキン!』（ゆうがたライブ ゲツキン!）は、熊本放送（RKKテレビ）で2019年4月1日から2025年3月21日まで放送されていた、熊本県内を対象にしたテレビのローカルワイドニュース番組。

## 概要
RKKテレビでは2015年5月からローカル情報番組（平日15・16時台）の『ウェルカム!』を放送してきたが、2019年4月改編より、CBCから「ゴゴスマ -GO GO!Smile!-」をネット受けする関係で2019年3月に終了。
この番組と平日18時台のローカルワイドニュース番組『RKK NEWS JUST.』を統合し、平日18時台でテレビ制作部と報道部の共同制作のローカルワイド番組として再編したのが当番組である。当初は福居万里子をメインキャスターに据えていた。
2022年4月の改編でテーマ曲やスタジオセットの小規模な変更、出演者のポジション変更等のリニューアルを実施。また、2024年9月2日にもテーマ曲やアタック音を全面変更している。
2025年春の熊本放送の組織改革に伴い、2025年3月21日をもって放送を終了。後継番組は、バラエティ色を排した「NEWSゲツキン」となる。

## 放送時間
- 平日 18:15 - 18:55（2019年4月1日 - ）
  - 2024年以降、祝日や特別企画[3]等で、前座番組「Nスタ」が18:30までの短縮放送となる場合は、Nスタ第1部（16:50 - 17:50）を17:20頃に飛び降り、17:20 - 17:50・18:15 - 18:25の2部制での放送となることがある。

## 出演者

### 2024年9月現在

#### メインMC
- 後生川凜（RKKアナウンサー。月 - 木←水・木・金担当[5]、2022年4月6日 - ）
- 糸永有希（RKKアナウンサー。金曜日担当、2023年1月6日 - 。「ウェルカム!」から続投）
  - 女性MCは両者とも中継リポーターをつとめていたことがあり、糸永は現在も水曜にレギュラーで中継リポーターをつとめる（後述）。この他にも、各々が取材リポーターとして、他MCの担当曜日にスタジオ出演若しくはVTR出演することもある。
- まさやん（タレント、月・火・水担当）[6]
- 田中洋平（同上、木・金担当。「ウェルカム!」から続投）

#### ニュースキャスター
※現行のシフトは2024年4月1日から。
- 沖村考祐（RKKアナウンサー、月・火←月曜担当）
  - 2023年4月から。同年3月以前は同期入社の米満薫と隔週で月曜のスポーツキャスターを担当していた。不定期で放送される冠コーナー「沖村が行く!」を持っていたこともある。また、2024年9月よりトレードマークの眼鏡を外して出演するようになる。
- 田名網駿一（RKKアナウンサー、水・木・金←水・金←水・木・金担当）
  - 2022年3月以前は月曜のスポーツキャスターを担当していた。稀に担当曜日に男性MCの代理をつとめることがあり、その際は沖村らがニュースキャスターの代理をつとめる。

#### 天気予報
※2024年9月現在、火曜除き原則スタジオ出演である。
- 坂本くるみ（RKKアナウンサー）
  - 気象予報士資格保持者。2023年7月3日から担当。奇しくも担当初日は九州北部を中心に被害をもたらした「令和5年7月豪雨」について伝えることとなった。
  - 坂本起用以前、2021年7月頃から担当は固定されておらず、MCや中継リポーターが天気予報を読んでおり、非常時等は報道部所属の気象予報士森明子が出演していた。

#### スポーツキャスター(月曜のみ)
- 吉田明央（RKKアナウンサー。2024年4月1日 - ）

### スタジオ出演者の変遷
太字は担当当時現職の熊本放送（RKK）アナウンサー。
| 期間                         | メインMC    | メインMC   | メインMC   | メインMC   | メインMC   | ニュースキャスター                          | ニュースキャスター                          | ニュースキャスター | ニュースキャスター | ニュースキャスター | 天気予報                                                      | 天気予報                                                      | 天気予報                                                      | 天気予報                                                      | スポーツキャスター           |
| 期間                         | 男性        | 男性       | 女性       | 女性       | 女性       | ニュースキャスター                          | ニュースキャスター                          | ニュースキャスター | ニュースキャスター | ニュースキャスター | 天気予報                                                      | 天気予報                                                      | 天気予報                                                      | 天気予報                                                      | スポーツキャスター           |
| 期間                         | 月曜 - 水曜 | 木曜・金曜 | 月曜・火曜 | 水曜・木曜 | 金曜       | 月曜                                        | 火曜                                        | 水曜               | 木曜               | 金曜               | 月曜・金曜                                                    | 火曜                                                          | 水曜                                                          | 木曜                                                          | 月曜                         |
| ---------------------------- | ----------- | ---------- | ---------- | ---------- | ---------- | ------------------------------------------- | ------------------------------------------- | ------------------ | ------------------ | ------------------ | ------------------------------------------------------------- | ------------------------------------------------------------- | ------------------------------------------------------------- | ------------------------------------------------------------- | ---------------------------- |
| 2019年4月1日 - 2021年3月19日 | まさやん    | 田中洋平   | 福居万里子 | 福居万里子 | 福居万里子 | 吉田明央                                    | 吉田明央                                    | 吉田明央           | 吉田明央           | 吉田明央           | （気象予報士）                                                | （気象予報士）                                                | （気象予報士）                                                | 栗原が 中継リポーターとして 天気予報を伝える。                | 田名網駿一                   |
| 2021年3月30日 - 2021年7月2日 | まさやん    | 田中洋平   | 福居万里子 | 福居万里子 | 福居万里子 | 吉田明央                                    | 吉田明央                                    | 吉田明央           | 吉田明央           | 吉田明央           | 平岡夏希                                                      | 中継リポーターが兼任                                          | 中継リポーターが兼任                                          | 中継リポーターが兼任                                          | 田名網駿一                   |
| 2021年7月5日 - 2022年4月1日  | まさやん    | 田中洋平   | 福居万里子 | 福居万里子 | 福居万里子 | 吉田明央                                    | 吉田明央                                    | 吉田明央           | 吉田明央           | 吉田明央           | 不在 原則MCが担当するが、中継リポーターが伝えることもあった。 | 不在 原則MCが担当するが、中継リポーターが伝えることもあった。 | 不在 原則MCが担当するが、中継リポーターが伝えることもあった。 | 不在 原則MCが担当するが、中継リポーターが伝えることもあった。 | 田名網駿一                   |
| 2022年4月4日 - 4月29日       | まさやん    | 田中洋平   | 福居万里子 | 後生川凜   | 後生川凜   | シフト勤務 （おもに沖村考祐、田名網駿一等） | シフト勤務 （おもに沖村考祐、田名網駿一等） | 田名網駿一         | 田名網駿一         | 田名網駿一         | 不在 原則MCが担当するが、中継リポーターが伝えることもあった。 | 不在 原則MCが担当するが、中継リポーターが伝えることもあった。 | 不在 原則MCが担当するが、中継リポーターが伝えることもあった。 | 不在 原則MCが担当するが、中継リポーターが伝えることもあった。 | 沖村考祐 米満薫 （隔週交代） |
| 2022年5月2日 - 12月16日      | まさやん    | 田中洋平   | 福居万里子 | 後生川凜   | 後生川凜   | 上岡梨紗                                    | 上岡梨紗                                    | 田名網駿一         | 田名網駿一         | 田名網駿一         | 不在 原則MCが担当するが、中継リポーターが伝えることもあった。 | 不在 原則MCが担当するが、中継リポーターが伝えることもあった。 | 不在 原則MCが担当するが、中継リポーターが伝えることもあった。 | 不在 原則MCが担当するが、中継リポーターが伝えることもあった。 | 沖村考祐 米満薫 （隔週交代） |
| 2022年12月19日 - 12月23日    | まさやん    | 田中洋平   | 後生川凜   | 後生川凜   | 後生川凜   | 上岡梨紗                                    | 上岡梨紗                                    | 田名網駿一         | 田名網駿一         | 田名網駿一         | 不在 原則MCが担当するが、中継リポーターが伝えることもあった。 | 不在 原則MCが担当するが、中継リポーターが伝えることもあった。 | 不在 原則MCが担当するが、中継リポーターが伝えることもあった。 | 不在 原則MCが担当するが、中継リポーターが伝えることもあった。 | 沖村考祐 米満薫 （隔週交代） |
| 2023年1月4日 - 3月31日       | まさやん    | 田中洋平   | 後生川凜   | 後生川凜   | 糸永有希   | 上岡梨紗                                    | 上岡梨紗                                    | 田名網駿一         | 田名網駿一         | 田名網駿一         | 不在 原則MCが担当するが、中継リポーターが伝えることもあった。 | 不在 原則MCが担当するが、中継リポーターが伝えることもあった。 | 不在 原則MCが担当するが、中継リポーターが伝えることもあった。 | 不在 原則MCが担当するが、中継リポーターが伝えることもあった。 | 沖村考祐 米満薫 （隔週交代） |
| 2023年4月3日 - 6月30日       | まさやん    | 田中洋平   | 後生川凜   | 後生川凜   | 糸永有希   | 沖村考祐                                    | 上岡梨紗                                    | 田名網駿一         | 上岡梨紗           | 田名網駿一         | 不在 原則MCが担当するが、中継リポーターが伝えることもあった。 | 不在 原則MCが担当するが、中継リポーターが伝えることもあった。 | 不在 原則MCが担当するが、中継リポーターが伝えることもあった。 | 不在 原則MCが担当するが、中継リポーターが伝えることもあった。 | 米満薫                       |
| 2023年7月3日 - 2024年3月29日 | まさやん    | 田中洋平   | 後生川凜   | 後生川凜   | 糸永有希   | 沖村考祐                                    | 上岡梨紗                                    | 田名網駿一         | 上岡梨紗           | 田名網駿一         | 坂本くるみ （気象予報士）                                     | 中継リポーターが兼任 ※火は原則坂本                            | 中継リポーターが兼任 ※火は原則坂本                            | 中継リポーターが兼任 ※火は原則坂本                            | 米満薫                       |
| 2024年4月1日 -               | まさやん    | 田中洋平   | 後生川凜   | 後生川凜   | 糸永有希   | 沖村考祐                                    | 沖村考祐                                    | 田名網駿一         | 田名網駿一         | 田名網駿一         | 坂本くるみ （気象予報士）                                     | 原則、坂本が 中継リポーターとして 天気予報を伝える。          | 坂本くるみ （気象予報士）                                     | 坂本くるみ （気象予報士）                                     | 吉田明央                     |

### 特集リポーター
木曜のみ出演。但し、川上は滅多にスタジオには出演しない。
- 川上涼佳
  - 2024年4月から。
- 平岡夏希（RKKアナウンサー）
  - 2024年9月[11]から。

等

### 中継リポーター

#### レギュラー
- 坂本くるみ（RKKアナウンサー、隔週火曜←火曜担当）
  - 2023年7月 - 。2024年中盤までは毎週出演していたが、後述の亀山が中継に出ることが多くなり、隔週での担当となった。中継での出演がない場合は、他曜日同様にスタジオでお天気キャスターを務める。
- 亀山真依（RKKアナウンサー。隔週火曜←木曜中心）
  - 入社直後の2024年6月から出演。当初は木曜日に不定期で担当していたが。他リポーターと異なり生放送のレギュラー番組を持たないため、代理で他の曜日も担当することが多い。
- 糸永有希（RKKアナウンサー。「ウェルカム!」から続投。水曜←不定期←火曜・水曜←水曜担当）
  - 番組開始当初からの中継リポーターだが、2021年秋の改編に伴う「THE TIME,」（糸永は熊本担当リポーター）と「水曜だけど土曜の番組」の開始を機に一時期降板していた。2023年1月からは金曜MCを兼務。
- 上岡梨紗（RKKアナウンサー。金曜担当←水曜以外で木曜中心に不定期 ← 水・木・金曜のみ不定期担当）
  - 2022年11月 - 。2024年度中盤に金曜固定になる以前はレギュラー番組の関係上、火・水曜日は原則出演していなかった。

#### 不定期担当
- 山田法子（フリーアナウンサー・元RKKアナウンサー）[12]
  - 「ウェルカム!」から続投。当初は特集のリポーターとしても出演していた。なお、2024年7月以降はリポーターが充足していることおよび、同局のラジオ番組出演との兼ね合いで休演。

### レギュラー中継リポーターの変遷
太字は担当当時現職の熊本放送（RKK）アナウンサー。
| 期間                          | 中継リポーター                              | 中継リポーター                                                      | 中継リポーター                                                  | 中継リポーター | 中継リポーター                |
| 期間                          | 月曜                                        | 火曜                                                                | 水曜                                                            | 木曜 | 金曜                          |
| ----------------------------- | ------------------------------------------- | ------------------------------------------------------------------- | --------------------------------------------------------------- | --- | ----------------------------- |
| 2019年4月1日 - 2020年9月25日  | 不在 原則、中継コーナーが組まれることはない | イズミダタツヤ                                                      | 糸永有希 ※2021年末から2022年1月、及び2023年度の一時期にかけ休演 | 栗原めぐみ （気象予報士） 栗原がスタジオにいる場合山田法子あるいは糸永が代理。                                                                    | 不在 中継時は主に山田が担当。 |
| 2020年9月28日 - 2021年3月19日 | 不在 原則、中継コーナーが組まれることはない | 後生川凜or平岡夏希 （隔週交代）                                     | 糸永有希 ※2021年末から2022年1月、及び2023年度の一時期にかけ休演 | 栗原めぐみ （気象予報士） 栗原がスタジオにいる場合山田法子あるいは糸永が代理。                                                                    | 不在 中継時は主に山田が担当。 |
| 2021年3月30日 - 2021年7月3日  | 不在 原則、中継コーナーが組まれることはない | 後生川凜 不在時は田名網駿一、沖村考祐、米満薫、山田のいずれかが代理 | 糸永有希 ※2021年末から2022年1月、及び2023年度の一時期にかけ休演 | 後生川凜 | 不在 中継時は主に山田が担当。 |
| 2021年7月5日 - 2022年3月25日  | 不在 原則、中継コーナーが組まれることはない | 後生川凜 不在時は田名網駿一、沖村考祐、米満薫、山田のいずれかが代理 | 糸永有希 ※2021年末から2022年1月、及び2023年度の一時期にかけ休演 | 不在 中継時は後生川、田名網、山田、米満のいずれかが担当                                                                                           | 不在 中継時は主に山田が担当。 |
| 2022年4月4日 - 2023年8月頃    | 不在 原則、中継コーナーが組まれることはない | 糸永有希                                                            | 糸永有希 ※2021年末から2022年1月、及び2023年度の一時期にかけ休演 | 不在 中継時は糸永（2022年12月まで）、上岡梨紗（2023年3月までと2024年度）、沖村、福居（2022年11月から2023年8月は産休）、山田、米満のいずれかが担当 | 不在                          |
| 2023年8月頃 - 2024年5月頃     | 不在 原則、中継コーナーが組まれることはない | 坂本くるみ                                                          | 糸永有希 ※2021年末から2022年1月、及び2023年度の一時期にかけ休演 | 不在 中継時は糸永（2022年12月まで）、上岡梨紗（2023年3月までと2024年度）、沖村、福居（2022年11月から2023年8月は産休）、山田、米満のいずれかが担当 | 不在                          |
| 2024年6月頃 - 2024年8月       | 不在 原則、中継コーナーが組まれることはない | 坂本くるみ                                                          | 糸永有希 ※2021年末から2022年1月、及び2023年度の一時期にかけ休演 | 上岡梨紗 or亀山真依 （隔週交代） | 不在                          |
| 2024年9月 -                   | 不在 原則、中継コーナーが組まれることはない | 坂本くるみ or 亀山真依                                              | 糸永有希 ※2021年末から2022年1月、及び2023年度の一時期にかけ休演 | 中継コーナー廃止 | 上岡梨紗                      |

### 過去の出演者

#### メインMC
- 福居万里子（RKKアナウンサー。月・火←全曜日担当)
  - 「RKK NEWS JUST.」から続投。開始当初のメインMCで、2022年4月1日までは全曜日[15]、2022年4月4日以降は月・火を担当していた。産前産後休業に入るため2022年12月限りで（正確には2023年正月の番宣スポットを以て）降板。

#### ニュースキャスター
- 吉田明央（RKKアナウンサー、全曜日担当。放送開始 - 2022年4月1日）
  - 降板後にも担当例があり、2024年11月11日・12日が該当する（沖村が体調不良で休演したため）。
- 上岡梨紗（RKKアナウンサー、火・木 ← 月・火担当。2022年5月 - 2024年3月）
  - 2023年春改編で同局のラジオ番組「とんでるワイド 大田黒浩一のきょうも元気!」へ起用されたのに伴い配置換えとなった。その後、同局のラジオ番組「午後2時5分一寸一服」の担当曜日の関係で降板。当番組では中継リポーターに専念する。

#### 天気予報
- 栗原めぐみ（気象予報士、前々身の「夕方いちばんNEWS」（第2期）から続投）
  - 木曜リポーター兼任で、そのため木曜日は中継先から天気を伝えていた。
- 平岡夏希（月曜及び金曜。RKKアナウンサー。2021年3月29日 - 2021年7月2日。産前産後休業に入るため降板[16]）

栗原降板後、火曜・水曜・木曜は中継リポーターが天気予報を担当していたが、スタジオで天気予報を担当していた平岡の産休入りを境に、2023年6月までは原則MCがスタジオから天気予報を伝える形態となっていた。

#### スポーツキャスター(月曜のみ)
- 田名網駿一（RKKアナウンサー、放送開始 - 2022年3月）
  - ニュース担当に配置替えとなる。
- 米満薫（RKKアナウンサー（当時）、2022年4月 - 2024年3月）
  - 隔週出演ではない単独での担当は2023年4月から。人事異動で降板。

#### 中継リポーター
- イズミダタツヤ[17]（火曜、「ウェルカム!」から続投。2019年4月2日 - 2020年9月22日）
- 栗原めぐみ（木曜、前述参照。2019年4月4日 - 2021年3月18日）
- 平岡夏希（隔週火曜、RKKアナウンサー。2020年10月6日[18] - 2021年3月16日）
- 後生川凜（RKKアナウンサー。 のちにMC。2020年9月29日[19] - 2022年3月。火曜レギュラー[20]及びその他曜日の不定期担当←隔週火曜）
  - なお、平岡と後生川は2020年9月29日から2021年3月まで火曜のレギュラー中継リポーターを隔週交代[18]で担当していた。
- 沖村考祐（月曜以外（理由は先述）で不定期担当、RKKアナウンサー。2021年6月 - 2023年）
- 田名網駿一（月・火曜のみ（理由は先述）←月曜以外[12]の不定期担当、RKKアナウンサー。2021年8月3日[21] - 2024年）
  - 沖村・田名網は、2024年以降ニュース担当に専念。
- 米満薫（月曜以外で不定期担当、RKKアナウンサー。2022年1月11日[22] - 2023年3月）
  - 人事異動で降板。
- 福居万里子（水・木・金曜のみ（理由は先述）の不定期担当、RKKアナウンサー。2022年5月12日 - 11月[23]）
  - アナウンス部復帰及び一部曜日の降板後のみの担当。当番組に携わらなくなった2023年度以降は「Nスタ」の「すたすた中継」熊本担当リポーターに配置換えとなる。

#### その他
- 木村和也（水曜、RKKアナウンサー）
  - 主に、司会をつとめる水曜19時から放送の「週刊山崎くん」のPRを行う場合が多かった。2020年頃から出演はなく「週刊山崎くん」の司会も2022年に田名網に交代している。

## エピソード等

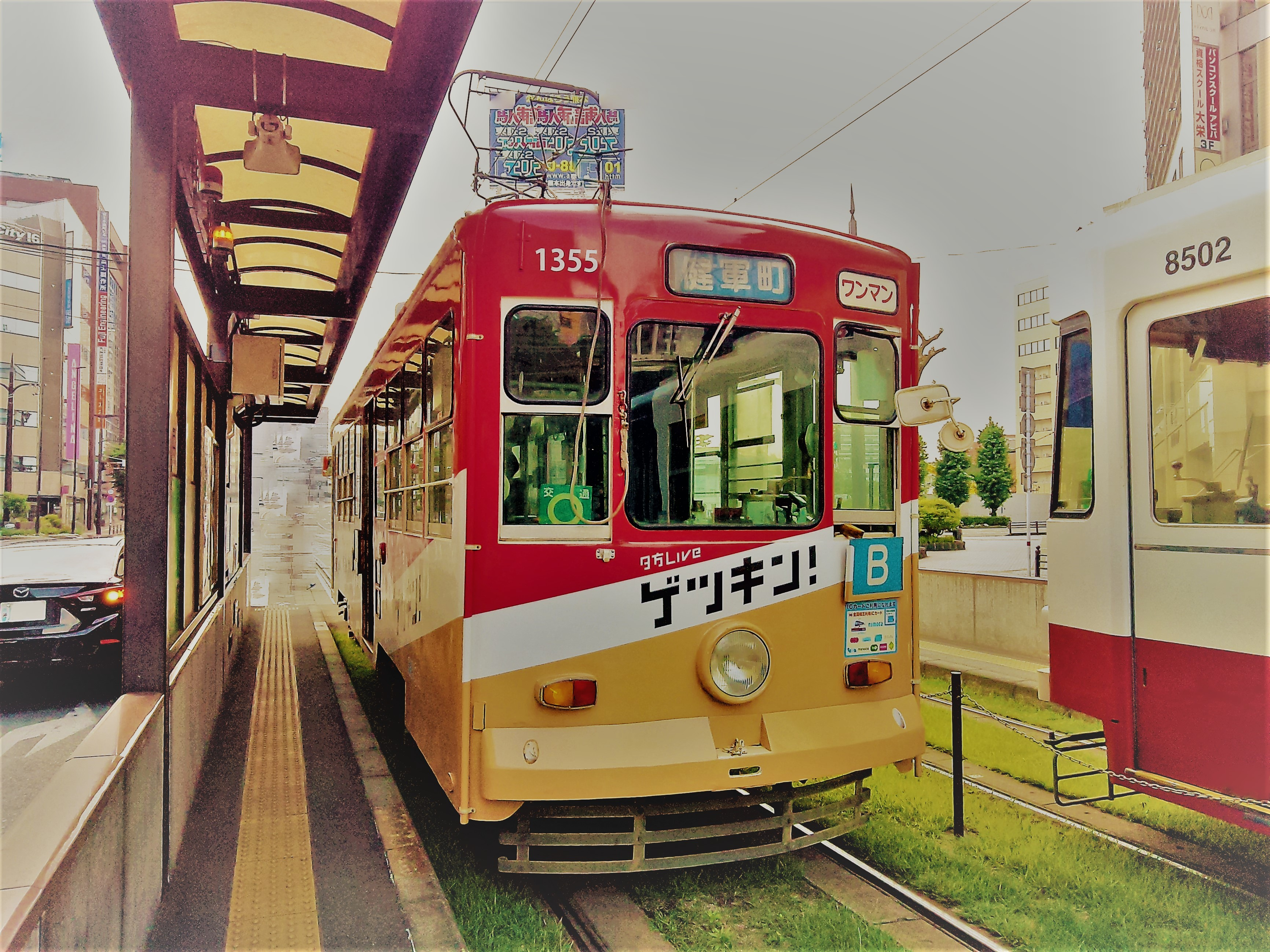
ラッピング広告車（熊本市電1355号・水道町電停にて）

- 番組開始直前から2019年10月上旬にかけ、熊本市電1355号が当番組のラッピング広告電車として運行されており[25][26][27]、MC3人の写真[28]も使われていた。ラッピング解除時にその様子が番組内において紹介[29]された際、1355号自体の紹介もあった。
- 2019年から2021年3月にかけ、毎週金曜に放送されていた「福居の気になる劇場」において紙芝居が使用されているが[30]、その紙芝居は福居自ら手掛けている[31][32]。なお、後の2022年4月より隔週火曜放送のコーナーとして復活し、福居の降板まで続いた。
- 番組開始当初、男性MC2人の名字が「田中」姓[33]であることが、同局の「土曜の番組」の企画「田中しばりの旅」でネタにされている[34]。その後同番組の放送時間が移動し「水曜だけど土曜の番組」に移行して以降もこの企画は度々放送されている。